# Diploderma luei
Diploderma luei — вид ігуаноподібних ящірок родини агамових (Agamidae). Ендемік Тайваню. Вид названий на честь тайванського біолога Лу Гуан'яна.

## Опис
Довжина ящірки Diploderma luei без врахування хвоста становить 10 см, а разом з хвостом — 27 см.

## Поширення і екологія
Diploderma luei мешкають в горах Центрального хребта на північному заході острова Тайваню, в повітах Їлань і Хуалянь. Вони живуть в первинних і вторинних субтропічних лісах, на висоті від 500 до 2000 м над рівнем моря. Ведуть денний, деревний спосіб життя, живляться комахами та іншими дрібними безхребетними. Відкладають яйця, в кладці від 4 до 6 яєць.

## Збереження
МСОП класифікує цей вид як такий, що перебуває під загрозою зникнення. Diploderma luei загрожує знищення природного середовища. 